# اسلیپ کانتری کانادا
اسلیپ کانتری کانادا (انگلیسی: Sleep Country Canada) شرکت خرده‌فروشی کانادایی است، که در سال ۱۹۹۴ توسط کریستین مگی، استفن گان و گوردون لوندس تأسیس شد.